# Shotty
Shotty ist ein Freeware-Programm zur Erstellung und Bearbeitung von Screenshots unter dem Betriebssystem Windows. Neben der normalen Ausgabe gibt es auch eine Portable Version, die sich direkt mit dem Setup entpacken lässt.

## Funktionen
Das Programm kann neben der Aufnahme von Screenshots auch die Fensterfarbe des Aero-Effekts für den Screenshot ändern und diese auch vor der Aufnahme anpassen. Dies ist jedoch nur unter Windows Vista und höher möglich. Außerdem besitzt es auch die Möglichkeit, vor der Aufnahme eine verstellbare Zeit festzulegen, sodass der Benutzer den Bildschirminhalt vorher noch verändern und Fenster aktiv oder inaktiv darstellen kann. Es lassen sich Ausschnitte aufnehmen, den gesamten Bildschirm oder einzelne Fenster. Shotty kann auch kleine Bearbeitung nach der Aufnahme vornehmen. Dazu gehören zum Beispiel die Funktionen Weichzeichnen, die das Verwischen einzelner Bildinhalte ermöglicht. Die erstellten Screenshots können in den Formaten .tif, .png, .jpg, .gif und .bmp gespeichert und auf Wunsch auch hochgeladen werden.

## Geschichte
Der Entwickler Thomas Baumann kam auf die Idee, da ein Bekannter von ihm mit dem kostenpflichtigen Microsoft-Programm Window Clippings transparente Screenshots für einen Blog machte. Er kam auf die Idee, ein kostenloses Programm zu schreiben, welches ähnliche Funktionen hat, so entstand Shotty. Die erste Version gab es im März 2010, sie war nicht öffentlich und hatte keine grafische Oberfläche, so konnte sie nur mit Hotkeys gesteuert werden. Am 20. September 2010 wurde die erste Version veröffentlicht. Anfang Januar 2011 folgte Version 2.0, mit ihr enthält Shotty erstmals eine Ribbon-Oberfläche. Außerdem gibt es kleine neue Funktionen wie den Weichzeichner, welcher bestimmte Bereiche verschwimmen lassen kann und die Funktion Bereich, die einen bestimmten Bereich vom Bildschirm aufnehmen kann. Seit Version 2.0 kann Shotty auch den Windows-Aero-Effekt für die Aufnahme ändern.
Thomas Baumann plant, aus Shotty ein Open-Source-Programm (Freie Software) zu machen, damit mehrere Entwickler freiwillig an Shotty programmieren können.

## Unterstützte Betriebssysteme
Shotty ist für Windows ab 2000 verfügbar. Zusätzlich benötigt es .Net-Framework 2.0.